# 4095 Ishizuchisan
A 4095 Ishizuchisan (ideiglenes jelöléssel 1987 SG) a Naprendszer kisbolygóövében található aszteroida. Tsutomu Seki fedezte fel 1987. szeptember 16-án.